# 1997 CT19
1997 CT19 är en asteroid i huvudbältet, som upptäcktes den 11 februari 1997 av den japanske amatörastronomen Takuo Kojima i Chiyoda.
Den tillhör asteroidgruppen Nysa.